# Henrietta Ward

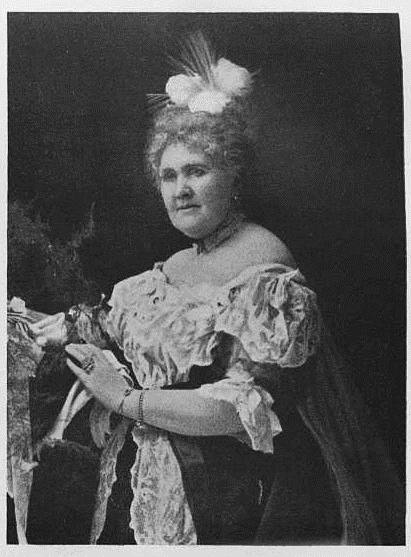
Henrietta Ward, 1909

Henrietta Mary Ada Ward (* 11. Juni 1832 in London; † 12. Juli 1924 in Slough) war eine englische Malerin.

## Leben und Wirken
Henrietta Ward wurde 1832 in eine renommierte Künstlerfamilie geboren. Ihr Großvater war der Tiermaler James Ward, und auch ihre Eltern arbeiteten künstlerisch. Von Kindesbeinen an umgeben von Künstlern, begann sie selbst Malerei an der Bloomsbury Art School und an der von Henry Sass gegründeten Zeichenschule zu studieren.
1848, im Alter von 16 Jahren, lief sie von zu Hause fort und heiratete den 16 Jahr älteren Historienmaler Edward Matthew Ward. Das Paar bekam im Laufe der Jahre acht Kinder, u. a. Leslie Ward, der als Karikaturist und Maler unter dem Pseudonym Spy bekannt wurde. In diesen Jahren begann Henrietta Ward auch ihre eigene, sehr erfolgreiche Karriere als Malerin von Genrestücken, in denen ihre Kinder figurierten. Die größte Aufmerksamkeit erregte sie jedoch durch ihre Historienbilder, die sie an der Royal Academy ausstellte, wie z. B. Queen Mary Quitting Stirling Castle (1863), Palissey the Potter (1866) oder The Childhood of Joan of Arc (1867). Sie arbeitete auch für die Möglichkeit für Frauen, an der Royal Academy zu studieren, und sie unterstützte die Suffragettenbewegung.
Als ihr Mann 1879 starb, gründete Henrietta Ward eine eigene Kunstschule, die sich an Frauen richtete. Unter den Tutoren waren so prominente Freunde der  Familie wie Lawrence Alma-Tadema, William Frith und John Everett Millais.
Henrietta Ward schrieb auch zwei Autobiographien, Mrs. E. M. Ward’s Reminiscences  1911 und Memories of Ninety Years, 1924, in ihrem Todesjahr.